# Léon Devos (kunstschilder)
Léon Devos (Lettelingen 24 maart 1897 – Précy-sous-Thil 18 april 1974) was een Belgische post-impressionistische schilder. Hij wordt "de schilder van de vreugde" genoemd.
In Haine-Saint-Pierre is een straat naar hem vernoemd.

## Biografie
Léon Devos groeide op in Haine-Saint-Pierre. In 1914 meldde hij zich als oorlogsvrijwilliger en was in dienst als infanterist tot het einde van de oorlog in 1918.

### Kunstenaar
Na de oorlog volgde hij in het schooljaar 1920-1921 lessen aan de Academie voor Schone Kunsten in Bergen, waar hij leerling was van Alfred Duriau, en van 1921 tot 1924 aan de Koninklijke Academie voor Schone Kunsten van Brussel, waar hij leerling was van Jean Delville en Constant Montald.
Zijn vriend Léon Navez, die hij enkele jaren daarvoor ontmoet had in de Academie, had in 1924 de "Prix Godecharle" gewonnen en ontving een studiebeurs voor een voortgezette opleiding in Parijs. Dankzij een gemeenschappelijke vriend die Léon De Vos een job aanbood in Parijs, kon Léon Devos mee genieten van de voortgezette opleiding van Léon Navez en samen zouden ze van 1924-1928 in Parijs verblijven (langer dan aanvankelijk voorzien).
In Parijs volgden ze een opleiding in het Institut de Gravure. Samen met Leon Navez graveerde hij postzegels en bankbiljetten, kopieerde hij 18de-eeuwse schilderijen en kon hij meewerken aan verschillende decoratiewerken.
Vanaf 1926 nam hij deel aan de tentoonstellingen van de kunstkring "Le Bon Vouloir" in Mons.
In 1927 nam hij deel aan de Triënnale van Antwerpen.
Bij zijn terugkeer naar België in 1928 was Léon De Vos een van de stichtende leden van de kunstkring Nervia, een beweging die de Waalse kunst wou promoten in België als tegenhanger van de Latemse School in Vlaanderen. De beide groepen beïnvloedden elkaar.
Deze groep telde 8 leden: Léon De Vos, Anto Carte, Louis Buisseret, Frans Depooter, Léon Navez, Pierre Paulus, Rodolphe Strebelle en Taf Wallet.
In 1928 organiseerde de Nervia-groep haar eerste tentoonstelling. Léon Devos toonde er een belangrijke reeks naakten, zijn centraal thema in die periode.
In 1934 schilderde hij samen met Jacques Maes de "eedaflegging van Leopold III" voor het Paleis der Natie in Brussel, een historisch schilderij dat ongeveer 500 portretten van aanwezige personen bevat.
Zij werken waren zeer stilistisch van opbouw, grote vlakke vlakken, omrand met een zwarte lijn. In de jaren 1950 werd zijn werk eerder geometrisch. Vanaf 1960 is een meer flexibele stijl met een krachtiger kleur merkbaar.
Naast naakten schilderde hij portretten, landschappen, stillevens en historische taferelen.
Hij won verschillende prijzen, zoals de Prix de Hainaut in 1932, de "Carnegie Garden Club"(Pittsburg, U.S.A.) in 1950, de prijs van de Belgische zeevaartbond en de Louise Dehem-prijs.
Zijn werken zijn te zien in verschillende musea in België en in het buitenland.

### Academicus
Léon Devos had ook een belangrijke academische carrière. Van 1929 tot 1946 was hij docent in de Academie voor Schone Kunsten in Bergen. In 1939 doceerde hij aan de Brusselse Academie voor Schone Kunsten, waarvan hij in 1948 directeur werd. Vanaf 1946 was hij docent aan de Nationale School voor Visuele Kunsten Ter Kameren (Brussel). Hij was ook leraar Plastische kunsten in de Normaalschool voor meisjes in Saint-Ghislain.

## Erkenning
Devos was een vooraanstaand kunstenaar die reeds in zijn leven algemene erkenning kreeg:
- In 1957 werd hij lid van de Koninklijke Academie van België [2]
- Lid van de Maatschappij der Wetenschappen, Letteren en Kunsten van Henegouwen
- Lid van de Commissie voor Schone Kunsten van Henegouwen
- Lid van de Commissie voor Schone Kunsten van de provincie Brabant
- Lid van de raad voor de verbetering van het onderwijs in de Beeldende Kunsten van de Unesco
- Lid van het comité belast met de organisatie van de Belgische afdeling van de Beeldende Kunsten op de Wereldtentoonstelling van Brussel in 1958,
- Grootofficier in de Kroonorde
- Grootofficier in de Orde van Leopold

## Selectie van werken
- 1934: De eedaflegging van Leopold III, historisch tafereel, (Paleis der Naties, Brussel) [12]
- 1929: Naakt[14]
- 1939: Portret van een meisje[15]
- 1941: Portret van Mevrouw Devos[16]
- 1952: Stilleven[17]
- 1953 : Haven[18]
- 1953: Stilleven met kreeft[19]
- Portret van Emilié[20]
- Familieportret[21]